# Heading Out to the Highway
«Heading Out to the Highway» es una canción de la banda británica de heavy metal Judas Priest, incluida como pista de apertura del álbum Point of Entry de 1981. En el mismo año, se publicó como su segundo sencillo por Columbia Records, alcanzando el puesto 10 en los Mainstream Rock Tracks, convirtiéndose en el primer sencillo de la banda en posicionarse en dicha lista estadounidense.

## Descripción
Como todas las canciones del álbum fue escrita por Rob Halford, K.K. Downing y Glenn Tipton, cuyas letras tratan sobre un conductor que tiene en sus manos la decisión de competir una carrera. Aunque, ciertos críticos, la han considerado como una metáfora a las decisiones que se toman en la vida.
En el mismo año se grabó su vídeo musical, que estuvo dirigido por Julien Temple y en el cual se muestra a la banda tocando en una carretera ficticia, para dar paso a una carrera de autos clásicos entre Tipton y Downing.

## Otras apariciones
Desde su lanzamiento ha sido interpretada en la gran mayoría de sus giras musicales, de donde se ha grabado para los álbumes en vivo Priest...Live! y Live in London. En estas presentaciones se incluyeron algunos solos adicionales que en la versión original no existen. Además, ha sido versionada por los estadounidenses White Wizzard como material extra en su disco Over the Top. También aparece en la lista de canciones del videojuego Rock Revolution de 2009 y en 2015 los estadounidenses Stone Sour la versionaron para su EP Meanwhile in Burbank....

## Lista de canciones
| Vinilo de 7" |                              |                          |          |  |
| N.º          | Título                       | Escritor(es)             | Duración |  |
| 1.           | «Heading Out to the Highway» | Halford, Downing, Tipton | 3:47     |  |
| 2.           | «Turning Circles»            | Halford, Downing, Tipton | 3:42     |  |

| Vinilo de 12" |                                   |                          |          |  |
| N.º           | Título                            | Escritor(es)             | Duración |  |
| 1.            | «Heading Out to the Highway»      | Halford, Downing, Tipton | 3:47     |  |
| 2.            | «Rock Forever» (en vivo)          | Halford, Downing, Tipton | 3:27     |  |
| 3.            | «Hell Bent for Leather» (en vivo) | Tipton                   | 4:07     |  |

- Nota: las canciones en vivo del vinilo de 12" fueron tomados del sencillo «Rock Forever» de 1979.

## Músicos
- Rob Halford: voz
- K.K. Downing: guitarra eléctrica
- Glenn Tipton: guitarra eléctrica
- Ian Hill: bajo
- Dave Holland: batería